# 埃里克·克里普基
埃里克·克里普基（英語：Eric Kripke，/ˈkrɪpki/，1974年4月24日—），美國男編劇、製片及導演。

## 生平
主創WB/CW電視網知名超自然都市黑暗奇幻劇集《邪惡力量》（2005–）和全國廣播公司科幻動作冒險劇集《滅世》（2012–2014），開發亞馬遜視頻超級英雄黑色幽默劇集《黑袍糾察隊》（2019）。